# 大学セミナー・ハウス

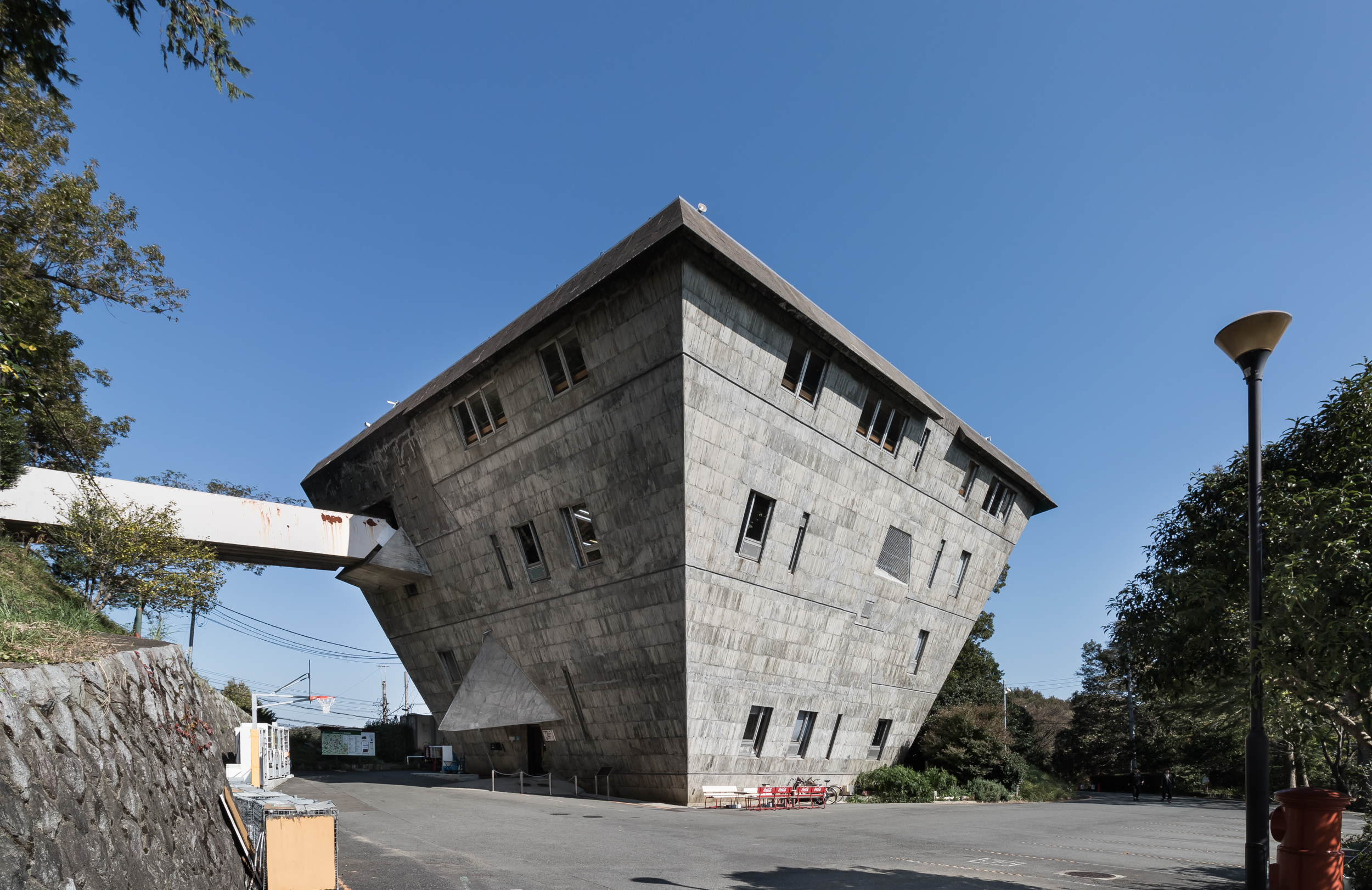
本館

大学セミナーハウス（だいがくセミナーハウス、Inter-University Seminar House）は関東地方の複数の大学、企業、各種研究会などがセミナーなどに使用している施設。
1999年に日本の近代建築20選（DOCOMOMO JAPAN選定 日本におけるモダン・ムーブメントの建築）に選ばれた。また2017年には本館が東京都選定歴史的建造物に選定されている。

## 概要
大学紛争の激しかった1960年代、国際基督教大学の職員だった飯田宗一郎が、東京大学、早稲田大学、慶應義塾大学、中央大学、一橋大学、津田塾大学など都内の主要大学の学長を説いて大学連合組織の共同運営という形で創設し、八王子市下柚木に1965年に開館した。当初、中心的な役割を果たしていた大学共同セミナーは、ときとともに参加学生数の減少で、2003年を最後にその後開催されていないが、その後それに代わって学生や大学の教職員、社会人を対象とした様々な大学セミナーハウス主催のセミナーが開催されている。
現在の正式名称は公益財団法人大学セミナーハウスである。創立当時の各大学の学長・総長の名前はセミナー・ハウス内の施設・地名に残されている。なお、「セミナーハウス」という言葉は飯田の造語である。

## 施設
セミナー・ハウスの施設の設計は当時早稲田大学教授の吉阪隆正+U研究室が担当、施工は清水建設である。施設の拡張にともない、何期にも分けて設計がおこなわれている。開館20周年記念館の設計は吉阪が他界していたためU研究室のみでおこなった。最近の留学生会館とさくら館は他の設計者が担当している。
地面に三角形の楔を打ち込んだようなデザインの本館はテレビの特撮番組『ウルトラマン』で科学特捜隊基地のモデルとなっており、その他のテレビ番組でもたびたびロケがおこなわれた。

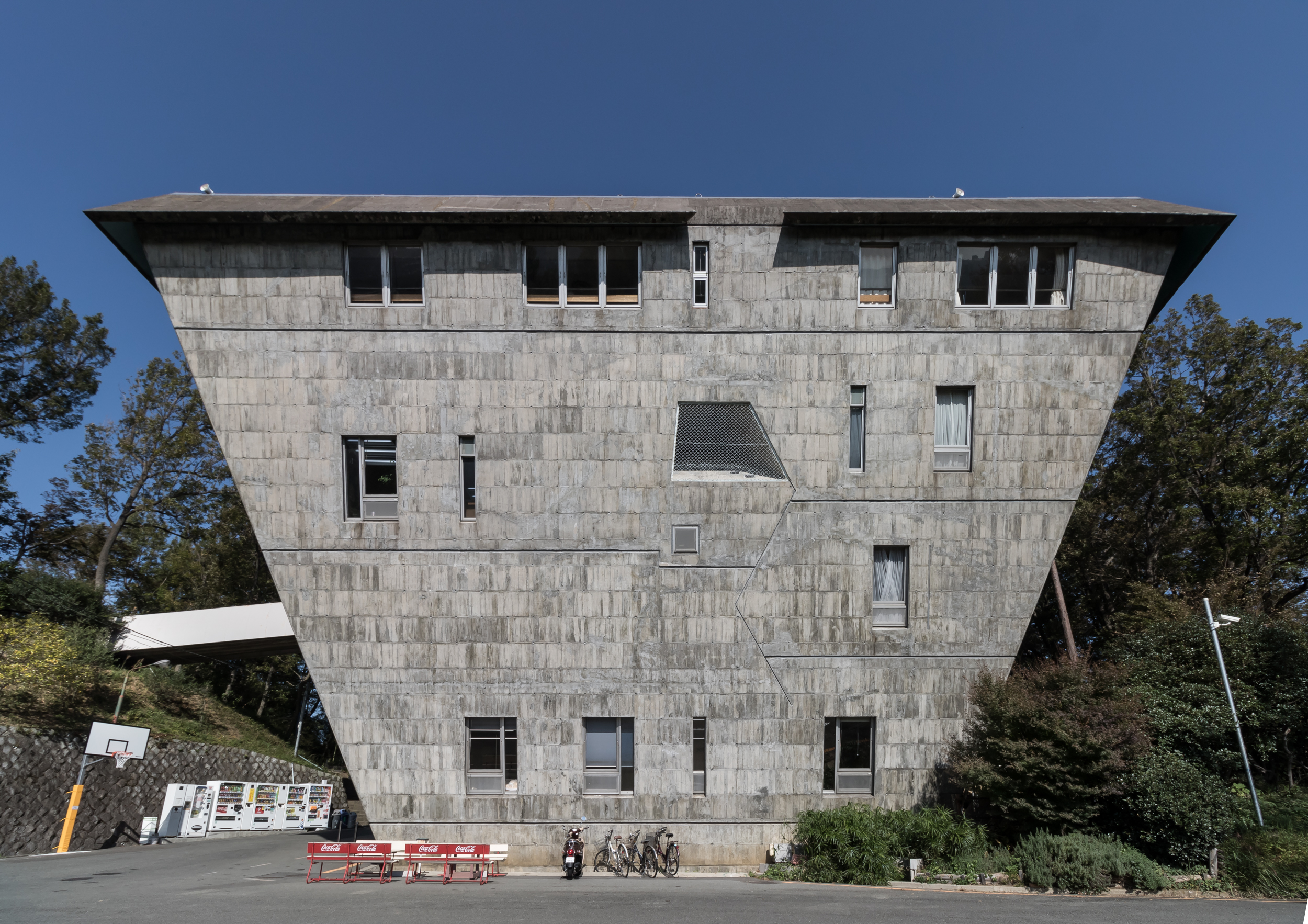
本館
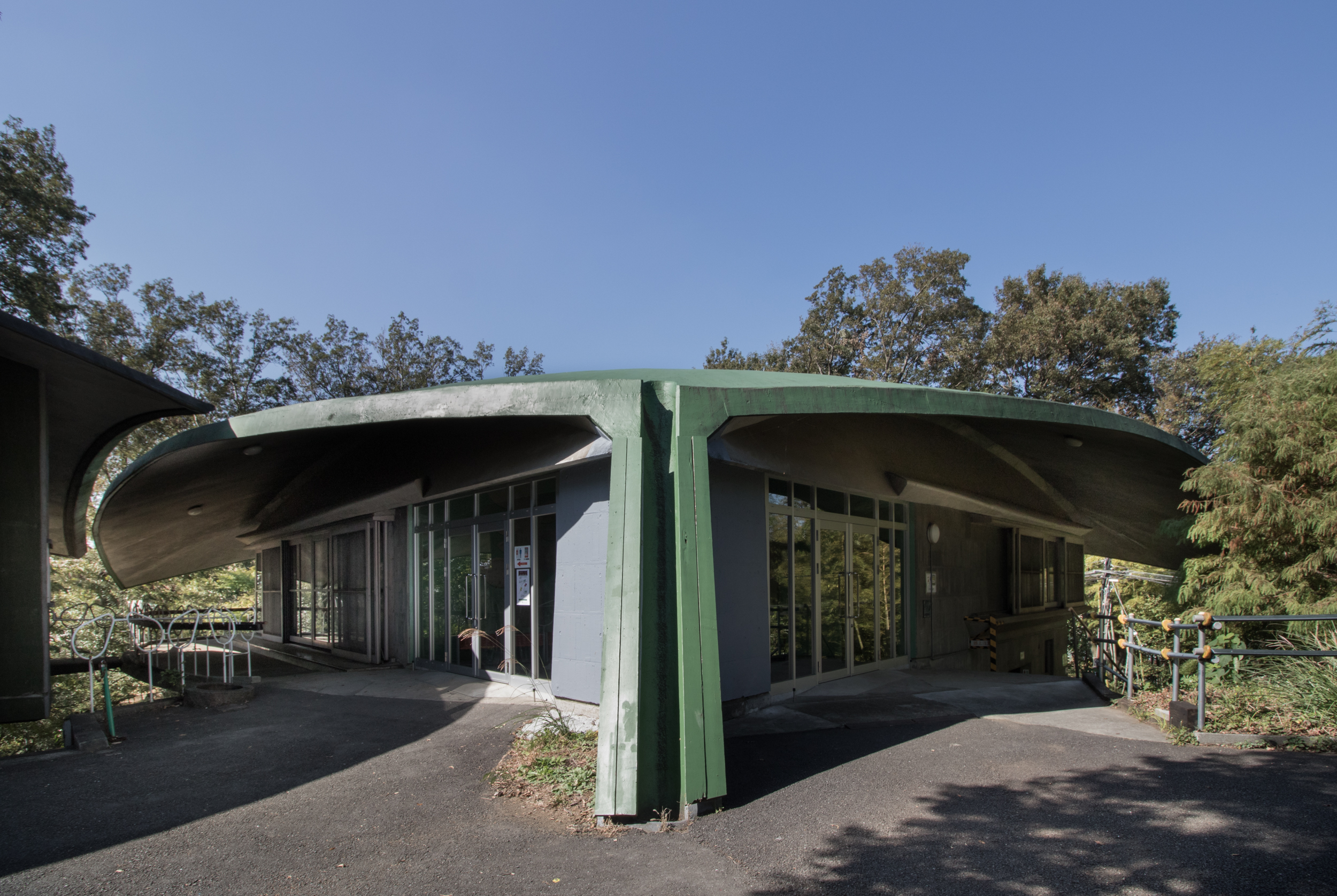
講堂
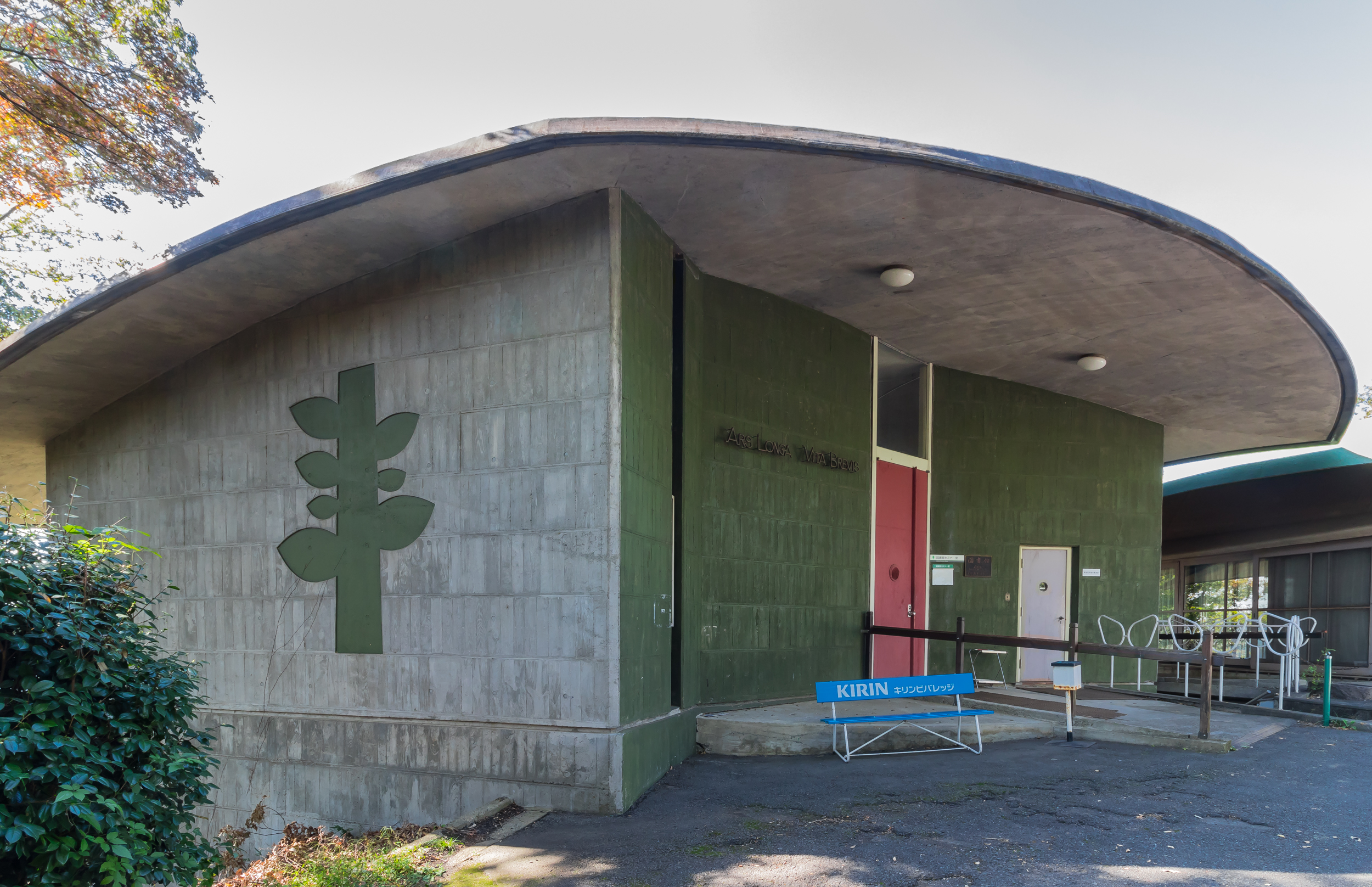
図書館セミナー室
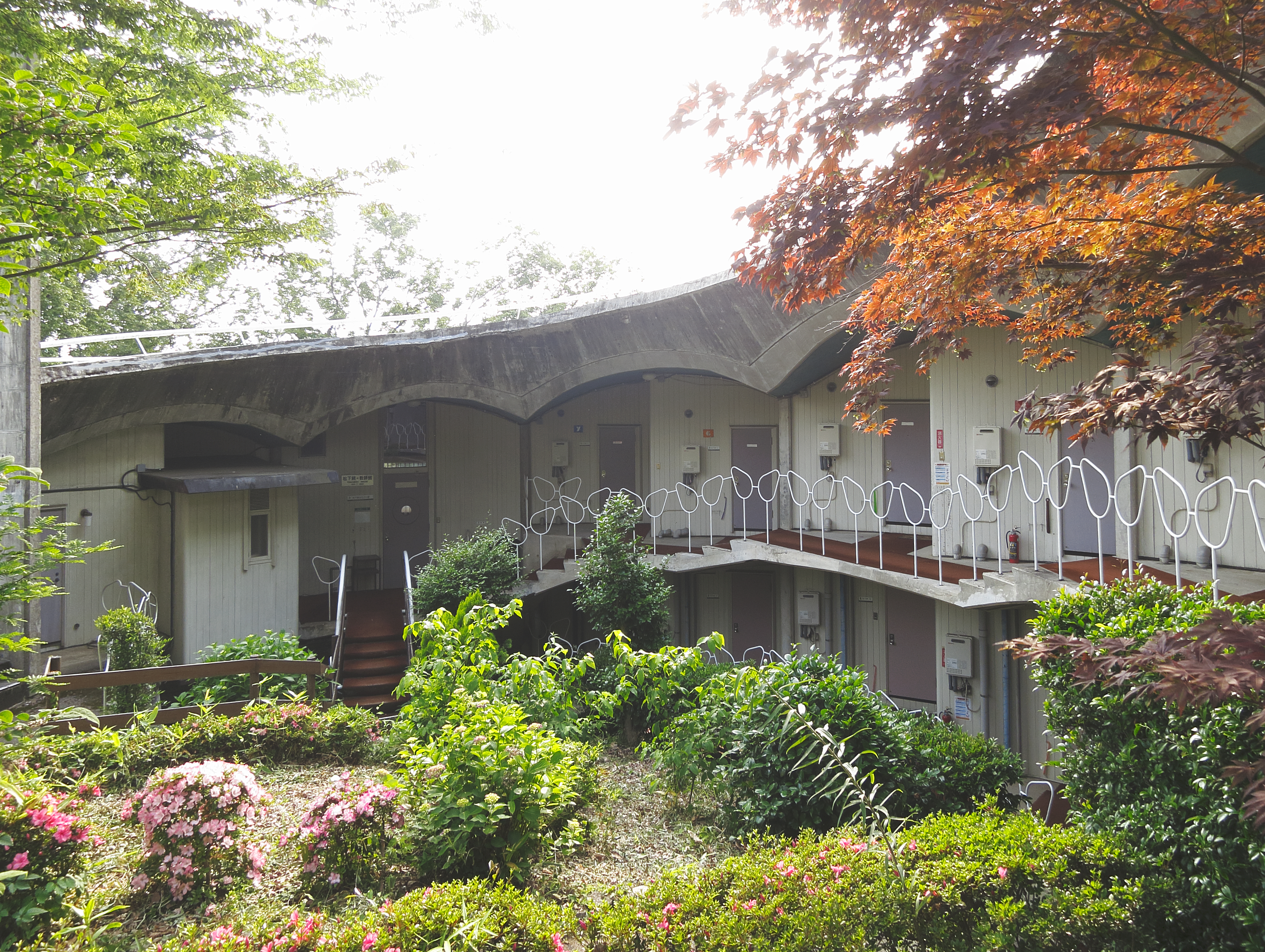
松下館
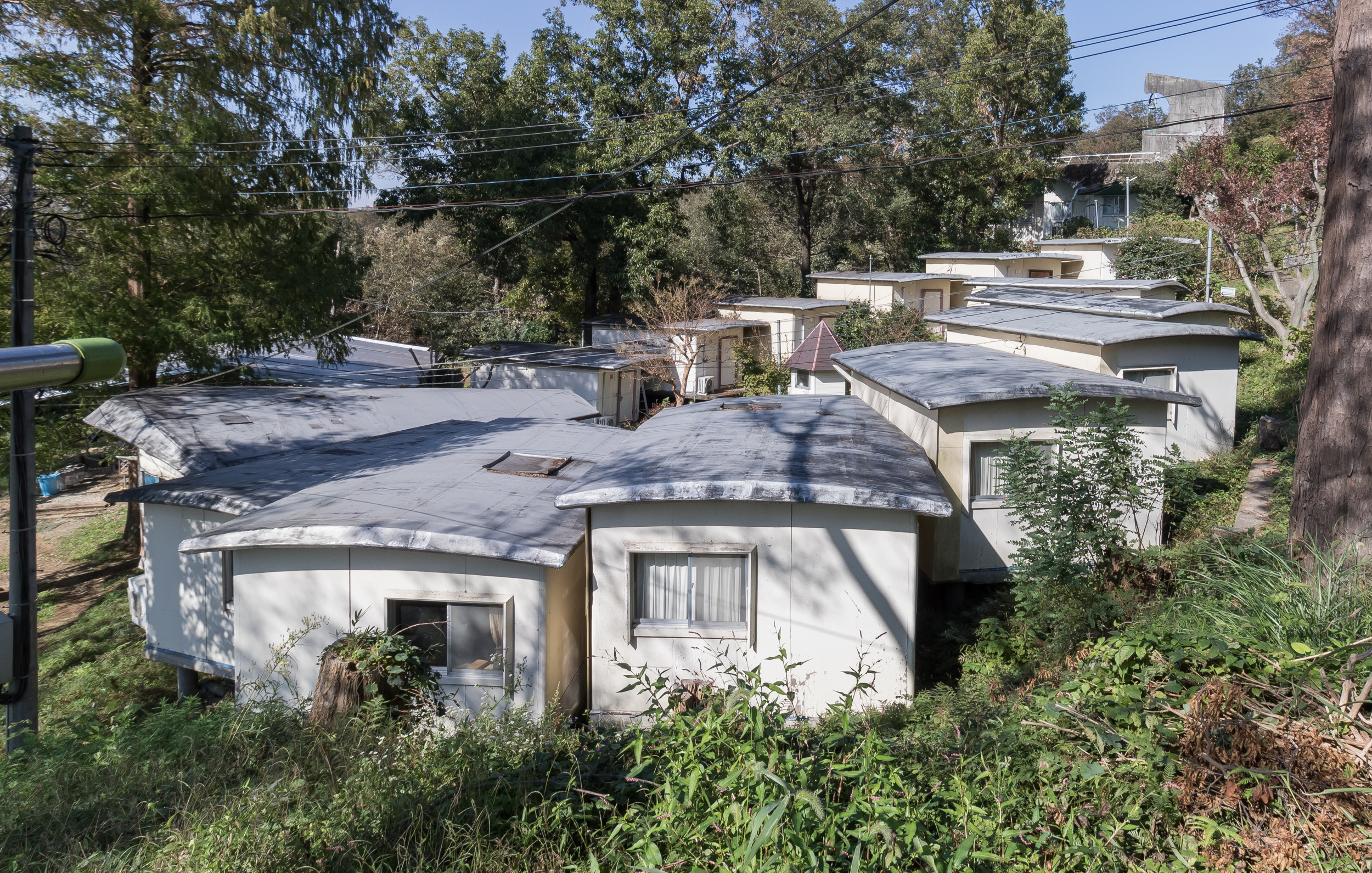
ユニットハウス
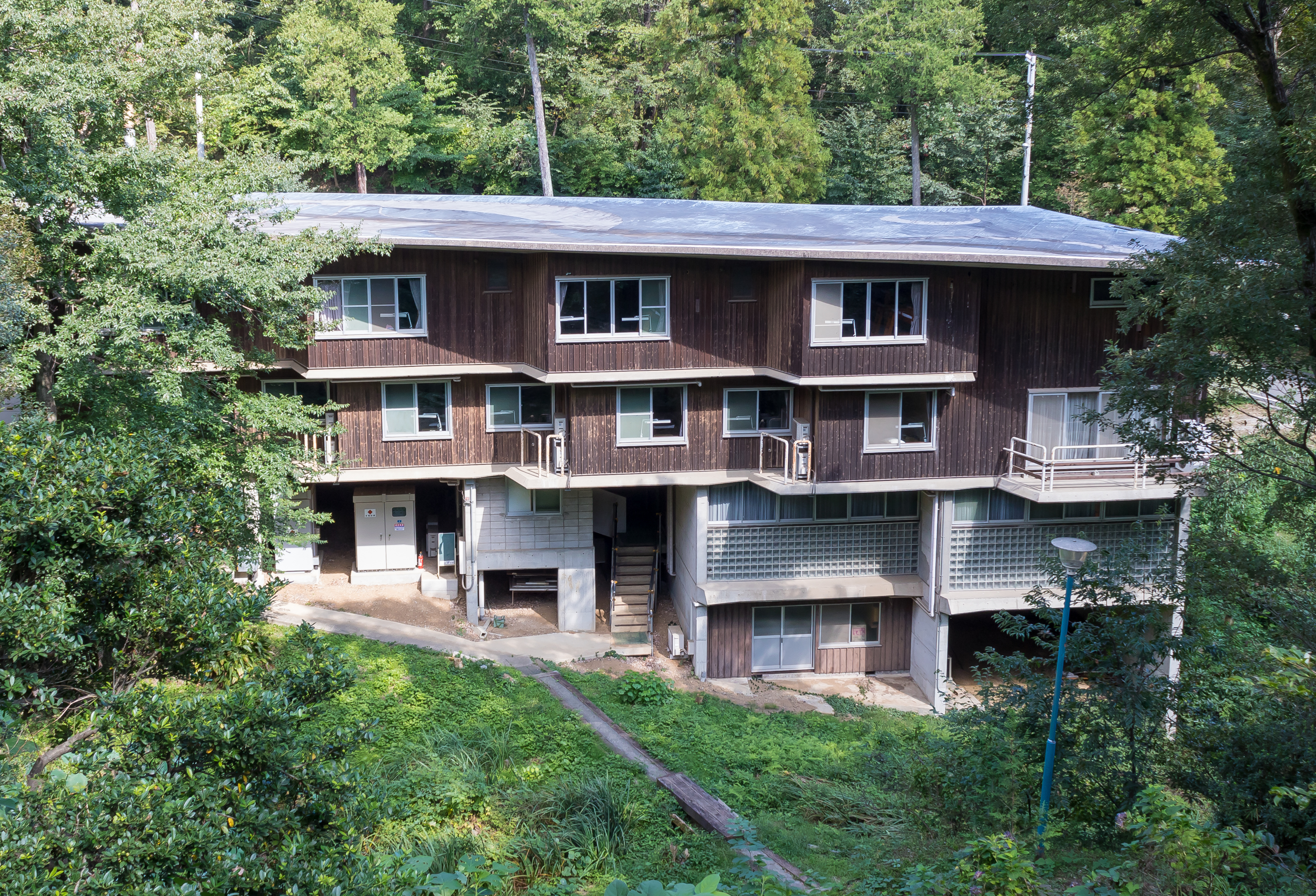
国際館
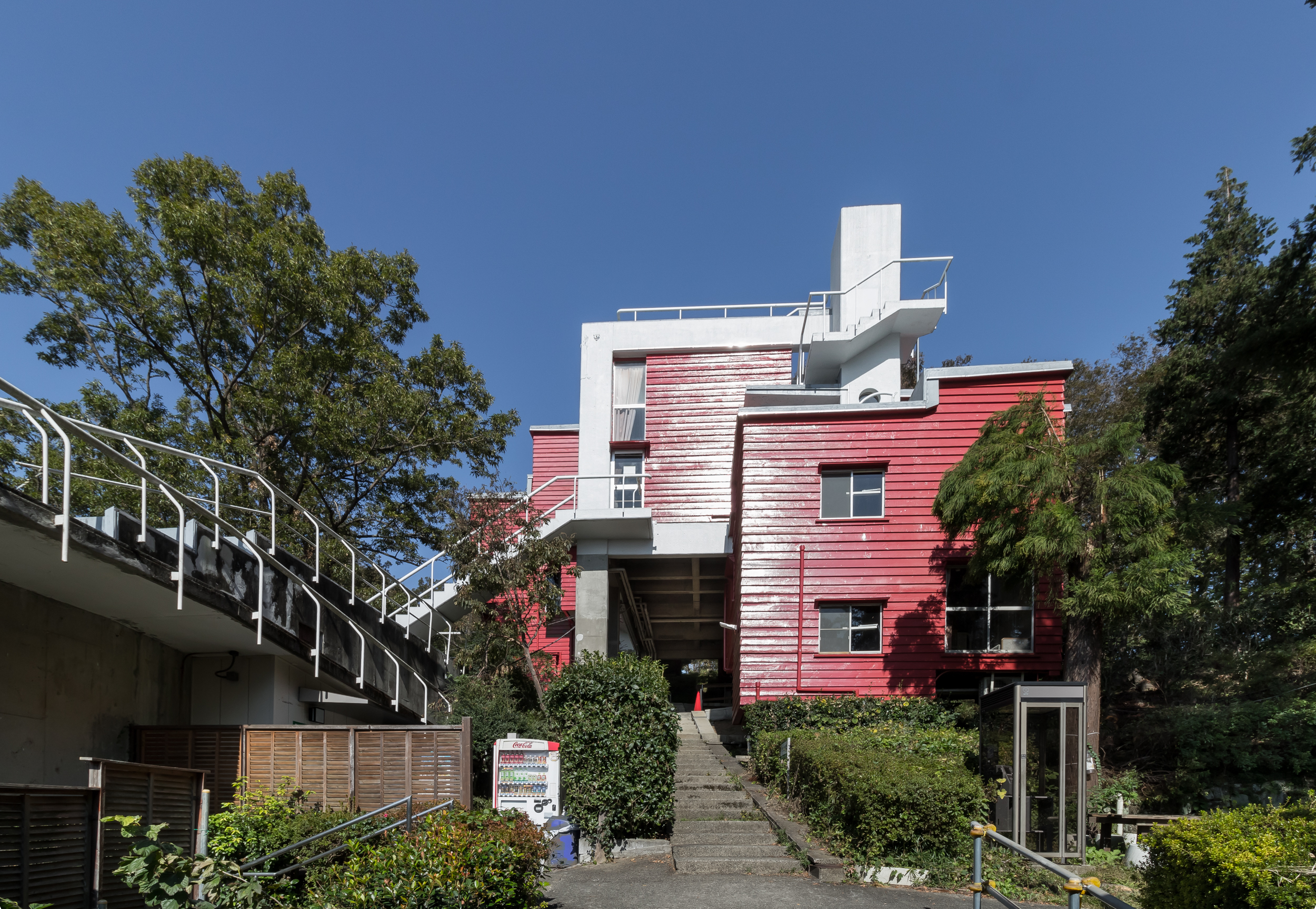
長期館

## 運営
会員大学・短期大学が運営資金を寄託し、公益財団法人大学セミナーハウスが運営している。会員校の枠を超えて全国の大学生や短期大学生の参加できる大学共同セミナーの開催がその活動の中心になっている。会員大学の教員からなる運営委員の中からその年の共同セミナーを企画運営する担当委員が選ばれる。
第1回の共同セミナーの運営委員は東京工業大学の教授（当時）だった永井道雄である。近年は当施設の共同セミナー育ちでもある作家の篠田節子も運営委員に参加している。2018年３月31日現在の理事長は元東京都立大学総長である荻上紘一で、館長は元中央大学学長、中央大学名誉教授である鈴木康司。
また、ここに縁のある教員、職員、元学生による定期的な寄付によってこの施設の運営を支援する活動を「千人会」という。